# Diartrosi
Con diartrosi, detta anche articolazione sinoviale o diartrodiale, si indica un tipo di articolazione che riguarda superfici ossee che scivolano su cartilagine articolare.
Il termine deriva dal greco diarthrosis che significa «articolazione»  («attraverso» un «arto»).

## Anatomia
Tutte le diartrosi presentano tre elementi in comune, ovvero:
1. Capsula articolare, di connettivo fibroso, che circonda totalmente la diartrosi, mantenendola in sede.
2. Cavità articolare, che contiene la sinovia, situata tra le due porzioni ossee.
3. Superfici articolari, ovvero i margini ossei, circondati da cartilagine articolare.

La cavità articolare è delimitata dalle due superfici articolari e dalla membrana interna della capsula, detta membrana sinoviale. Se le superfici articolari non sono perfettamente sovrapponibili, nella cavità vi possono essere dei dispositivi di cartilagine fibrosa che fanno coincidere perfettamente i margini ossei, rendendoli congruenti. Un esempio di ciò è dato dai menischi dell'articolazione femoro-tibiale.

## Tipologia
In base alla forma delle superfici articolari, si riconoscono diversi tipi di diartrosi.
- Enartrosi: è l'articolazione in assoluto più mobile, con le superfici articolari a forma di sfera (una concava, una convessa). Esempi tipici di enartrosi sono l'articolazione scapolo-omerale (spalla) e l'articolazione coxo-femorale (anca).
- Ginglimi: le superfici che si affrontano sono a forma di segmenti di cilindro. Si suddividono a loro volta in troclee (ginglimi angolari) e trocoidi (ginglimi laterali).
- Condilartrosi: simili alle enartrosi, le superfici articolari sono ellissoidali. Esempi di condilartrosi sono l'articolazione del polso e l'articolazione temporo-mandibolare.
- Artrodie: le superfici articolari sono piatte. I movimenti sono scarsi, limitati allo scorrimento reciproco dei capi ossei.
- A sella: poco mobili, ogni superficie articolare ha una parte concava e una convessa, che si incastrano fra loro. Esempio di articolazione a sella è la sterno-clavicolare.